# Setge de Kobani
El Setge de Kobani (també conegut com a batalla de Kobani) va ser posat en marxa el 13 de setembre de 2014 per part del grup terrorista Estat Islàmic, per tal de capturar el cantó de Kobani i la principal ciutat de Kobani al nord de Síria, una de les principals localitats kurdes de Rojava.
La ciutat, autònoma de facto i controlada per les Unitats de Protecció Popular kurdes (YPG), va resistir el setge fins a gener de 2015, quan es va revertir la situació. Les YPG, amb suport dels Peixmerga i alguns combatents de l'ELS, recapturaren la ciutat el 27 de gener. A partir de llavors, malgrat mantenir el control de la gran majoria de les localitats que envolten a Kobani, l'Estat Islàmic va emprendre una retirada contínua, de manera que per al 2 de febrer el front de batalla s'havia mogut a uns 25 km de la ciutat. Cap a finals d'abril de 2015, l'EI havia sigut completament expulsat del cantó, retenint només un grapat de localitats al nord-oest de la governació de Raqqa.

## Antecedents

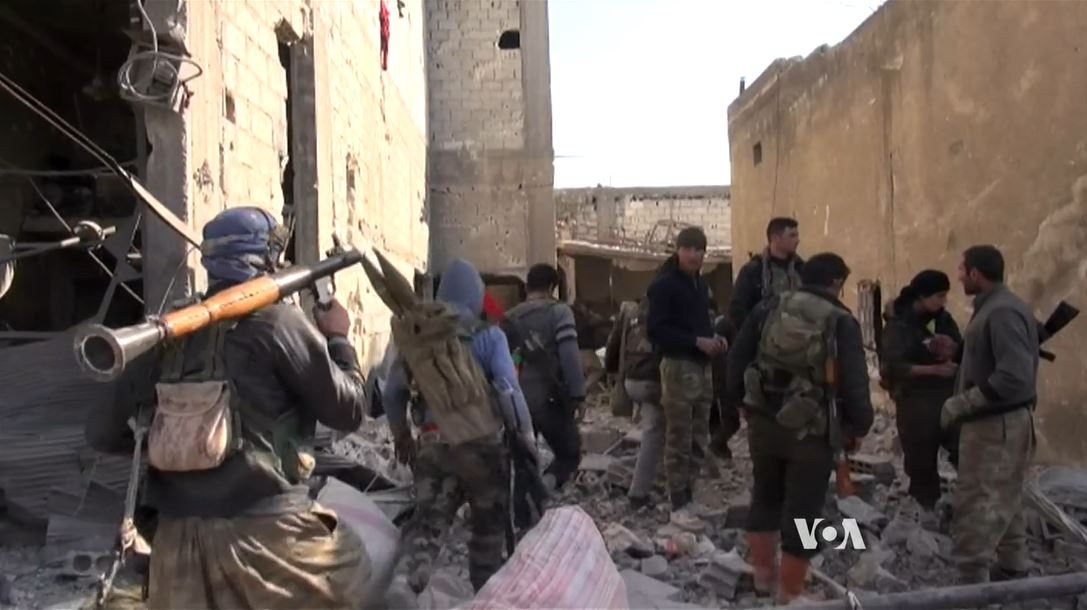
Milicians de les YPG durant combats a Kobani

Durant la guerra civil siriana, les Unitats de Protecció Popular (YPG) es va fer càrrec de la població de Kobani el 19 de juliol de 2012. Des d'ençà, la ciutat ha estat sota control kurd i mentre les YPG i polítics kurds exerceixen l'autonomia a la zona que conformen part de Rojava (Kurdistan occidental o Kurdistan a Síria). El 2 de juliol de 2014, la ciutat i les poblacions dels voltants van ser atacades per combatents de l'abans autoanomenat Estat Islàmic de l'Iraq i el Llevant (ISIL per les seves sigles en anglès).

## Batalla de Kobani
El 5 d'octubre de 2014, a les primeres hores del dia, els jihadistes van prendre la propera colina de Mistanour, des de la qual no van tardar a penetrar en la ciutat i combatre carrer per carrer per afermar les seues posicions en la ciutat. L'endemà, es podia observar una bandera d'Estat Islàmic flamejant en un edifici residencial de Kobani, i en el transcurs de 5 dies el 40 % de la ciutat havia caigut sota poder dels islamistes.
L'11 d'octubre, Estat Islàmic va intentar emprendre un atac a les forces del nord-est de la ciutat, en un intent d'envoltar-la per complet, mentre que a l'interior de la mateixa es produïen els combats de les tropes que havien penetrat en els dies previs. Durant aquests dies, les forces d'Estat Islàmic van perdre alguns tancs i algun comboi de subministraments a causa dels bombardejos de la coalició internacional, i van fallar en la seua obstinació d'envoltar la ciutat. El 17 d'octubre, després d'una sèrie de bombardejos que van precedir l'atac de l'Exèrcit Lliure de Síria, la situació de setge de la ciutat va quedar temporalment trencada i l'avanç implacable dels islamistes —que ja controlaven la meitat de la ciutat— va ser detingut.

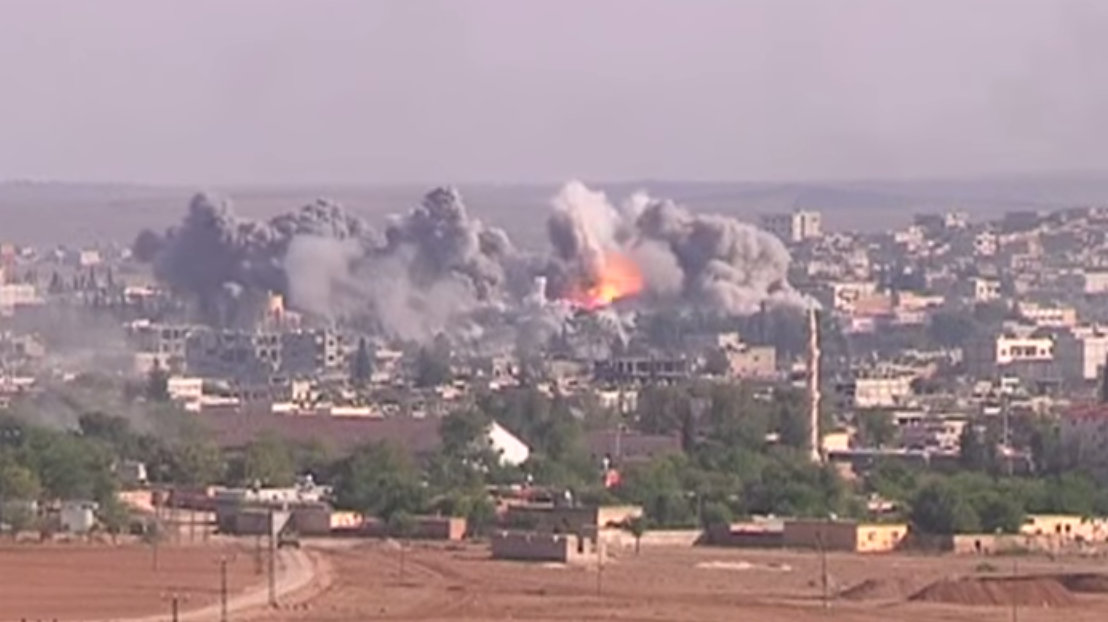
Bombardeig de la coalició internacional sobre les posicions d'EI a Kobani, el 22 d'octubre

A finals de mes, EI va publicar diversos vídeos indicant que la Batalla de Kobani havia acabat, la qual cosa constituïa informació falsa, ja que els combats continuaven en la ciutat. Aquesta notícia va ser ràpidament desmentida per les agències d'informació internacionals, que seguien la batalla des de les colines turques properes a Kobani.
El 29 d'octubre, 50 membres de l'ELS van travessar la frontera amb Turquia i es van dirigir a Kobane. Dos dies més tard, Turquia va permetre per primera vegada l'arribada de reforços per fora de Síria: més de 20 vehicles que portaven al voltant de 150 soldats peixmerga (kurds iraquians) amb armes pesants i municions van arribar al pujol Sh'anar, a l'oest de la ciutat.
L'1 de novembre, les YPG van avançar cap a la mesquita Al Haj Rashad. L'endemà, en una entrevista, un comandant de l'ELS assegurava que hi havien 320 combatents de l'ELS en la ciutat i que els terroristes d'Estat Islàmic controlaven el 60 % de la mateixa. El 3 de novembre, agències de notícies kurdes van anunciar l'alliberament de quatre localitats.

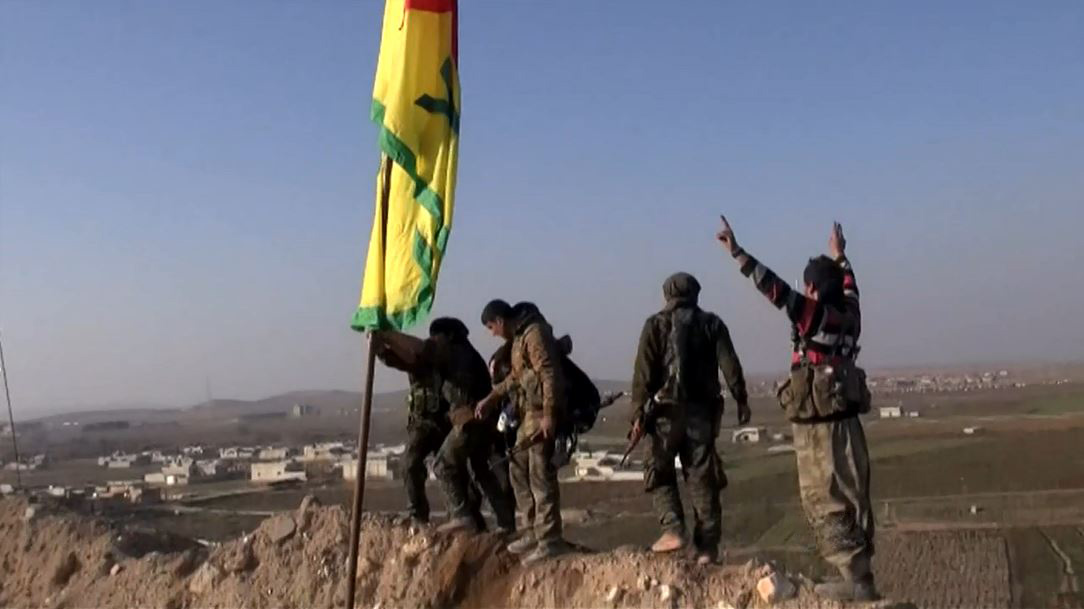
Soldats de les YPG celebren la rendició d'EI a Kobani a finals de gener de 2015

El 5 de novembre, el govern regional del Kurdistan iraquià amb seu a Erbil, va enviar a Kobane un comboi carregat amb municions, que creuà secretament Turquia. Així mateix, funcionaris presents en la ciutat van afirmar que, des de l'arribada dels peixmerga, diversos avanços d'Estat Islàmic havien sigut aturats, resultant en baixes islamistes de «possiblement centenars».
Al novembre de 2014, Estat Islàmic va capturar tres avions MiG sirians en la ciutat, la qual cosa constituiria la seua única victòria aqueix mes. Durant novembre el control d'EI sobre la ciutat es va reduir del 50 al 20 %, gràcies a l'esforç combinat dels intensos bombardejos contra les seues posicions en la ciutat i a l'avanç conjunt de les forces kurdes (regulars i voluntàries) amb les tropes de l'Exèrcit Lliure de Síria, que van rebre reforços a la fi d'octubre.
Per a aqueix mateix mes, l'Observatori Sirià dels Drets Humans va informar que, des del començament de l'ofensiva, havien mort unes 1.013 persones, dels quals 609 eren terroristes, 363 combatents kurds i 24 civils.
Cap a mitjans de gener de 2015, es calcula que les forces d'Estat Islàmic havien rebut un ràtio de baixes d'al voltant de 1.200 combatents i la seua presència en la ciutat era cada vegada menor, principalment gràcies a l'esforç de les forces kurdes.
El 26 de gener de 2015, les YPG van obligar a rendir-se a les forces d'Estat Islàmic a Kobani, cosa que el gruix dels terroristes va fer i es va retirar de la ciutat, tot i que quedaren alguns focus dispersos dins de la ciutat. Per la matinada del 27 de gener, les forces kurdes es van dedicar a netejar aquells xicotets reductes restants dels terroristes.
L'endemà, el portaveu del Pentàgon Steve Warren va dir: "no estic preparat per a dir que la batalla va ser guanyada. La batalla continua, però les forces aliades tenen l'ímpetu". A més, va informar que els kurds controlaven el 70 % del territori dins i al voltant de Kobani, la qual cosa inclou el 90 % de la pròpia ciutat. Aquell mateix dia, les forces kurdes van capturar el poble de Helnej i van assetjar a elements d'Estat Islàmic romanents en zones al sud de la ciutat.

## Qüestions humanitàries
Un cop alliberada la ciutat, la situació va agreujar-se quan Turquia va imposar un embargament comercial i totes les altres rutes per territori sirià estaven controlades per Estat Islàmic. Un cop units els Cantons de Kobanî i Cizîrê, un cop alliberada Tell Abyad amb una gran ofensiva, la situació va millorar substancialment al poder obrir rutes segures per on transportar materials de tota classe a la ciutat.
A principis de 2015, fonts kurdes van detallar les necessitats humanitàries i de reconstrucció com a resultat del setge, que va destruir grans àrees de la ciutat i poblacions circumdants, així com infraestructures. Estat Islàmic i els seus aliats gihadistes van tallar el subministrament d'aigua i electricitat a la ciutat el gener de 2014, amb la creació pels residents d'un servei d'aigua i una estació generadora d'energia que reemplaçava les infraestructures malmeses. Des de llavors, l'estratègia d'EI va consistir en destruir les noves i precàries infraestructures recentment creades.
Els aliments, sobretot el gra i la farina,i l'aigua eren greument escassos, cosa que agreujava la crisi humanitària. L'aigua de molts pous no era potable i la fleca de la ciutat va ser destruïda pels gihadistes. A més a més, els combats de les setmanes anteriors van destruir els tres hospitals que hi havia, deixant un metge voluntari, en solitari, operant des d'una casa en molt males condicions. La manca de subministraments mèdics i d'electricitat van complicar de manera preocupant l'atenció mèdica.
Les condicions dels campaments de refugiats turcs també eren pobres, desencadenant la tornada de molts residents a Kobani quan EI va ser expulsat. Aquesta situació encara va aprofundir més els problemes de subministrament d'aliments, aigua, electricitat i medicaments.

## Importància estratègica
Molts experts van assenyalar la batalla lliurada a Kobani com a quelcom més simbòlic que no pas estratègic. Les Unitats de Defensa Popular kurdes (YPG) van emetre el següent comunicat: "La batalla de Kobani no només ha estat una batalla entre les YPG i Daeix (EI), ha estat una batalla entre la humanitat i la barbàrie, una batalla entre la llibertat i la tirania, una batalla entre tots els valors humans i els enemics de la humanitat". Per tant, es pot concloure que la lluita va reforçar els llaços entre les YPG i alguns sectors de l'ELS (Exèrcit Lliure de Síria), que va suposar la creació d'una coalició viable de forces terrestres aliada de la coalició internacional liderada pels Estats Units i va dissipar la noció que els kurds eren partidaris d'Assad. L'experiència reeixida a Kobani va fer virar la política dels EUA pel que fa a armar els grups d'oposició sirians diferents a les YPG, amb plans per equipar amb altres grups amb equips de ràdio i sistemes de posicionament per coordinar-se amb als atacs aeris.

## Reaccions internacionals

### Actors regionals
- Partit dels Treballadors del Kurdistan (PKK) – En setembre el PKK va amenaçar amb reanudar la seua lluita armada contra el govern turc, en part perquè considerava que aquest donava suport a l'atac islamista contra Kobani.[59] Abdullah Öcalan va reiterar l'amenaça l'1 d'octubre de 2014.[60]

- Partit Democràtic del Kurdistan (KDP) – El líder del KDP i president del Kurdistan iraquià, Massud Barzani, va demanar a la comunitat internacional defensar la ciutat immediatament després del primer atac. "Barzani insta els països que estan lluitant a ajudar el poble i els combatents de Kobani en la seua lluita contra l'EI terrorista" va afirmar Fuad Hussein, cap d'estat major de Barzani. Mentrestant, aviat el diari turc Hürriyet va informar que Barzani havia demanat a Turquia que permetera als peixmerga travessar el seu territori per tal d'entrar Kobani i evitar que la ciutat caiguera. El 19 d'octubre, els avions militars dels Estats Units van lliurar material militar i assistència mèdica del Kurdistan iraquià a través de llançaments des de l'aire. Uns dies més tard, 150 soldats peixmerga es van mobilitzar per a ser enviats a Kobani, on arribaren el 30 d'octubre amb armes pesants.

- Unió Patriòtica del Kurdistan (PUK) – En setembre de 2014 el PUK va instar Iran, Iraq i Turquia a ajudar els defensors kurds de la ciutat.[61]

- Kurdistan Iraquià – El 6 d'octubre de 2014 funcionaris del Kurdistan iraquià van culpar la geografia de la regió de Kobani, així com el Partit de la Unió Democràtica (PYD) d'"errors estratègics" perquè no foren capaços d'enviar ajuda o suport.[62] El Govern Regional del Kurdistan va anunciar el 12 d'octubre de 2014 que s'enviarien armes, equip i ajuda humanitària a Kobani, amb el primer ministre Nechervan Barzani afirmant que "Kobani és molt important per a nosaltres i no escatimarem esforços per salvar-lo".[63]

- Exèrcit Lliure de Síria (FSA per les sigles en anglés) – El coronel Malik el-Kurdi, un dels comandants de la FSA, va criticar el govern dels Estats Units per l'enviament d'armes des d'avions militars a les faccions kurdes armades: "És una política repugnant per als EUA lliurar armes als kurds que han estat lluitant l'EI només durant un mes en una petita ciutat, mentre ha privat l'oposició moderada durant més de tres anys de qualsevol ajuda militar i estratègica".[64]

### Governs estatals
- Síria – Un ministre sirià d'alt nivell es va disculpar per no enviar atacs aeris, afirmant que Kobani estava tan prop de la frontera amb Turquia que els seus avions violarien territori turc i serien enderrocats.[65] El Ministeri d'Afers Exteriors sirià també va dir que qualsevol activitat militar turca en el seu territori seria considerada com un acte d'agressió,[66] i va rebutjar frontalment l'enviament de tropes peixmerga (els primers soldats estrangers desplegats oficialment a Síria durant la guerra civil siriana) a Kobani, al·legant que això era evidència del "paper conspirador" de Turquia a Síria.[67]

- Iran – La portaveu del Ministeri d'Afers Exteriors Marzieh Afkham va posar l'accent en la importància de donar suport al govern sirià i la nació siriana en la seua lluita contra els terroristes a la regió, i va demanar el suport humanitari a la població civil i els refugiats. Així mateix, va denunciar la indiferència de la comunitat internacional respecte el poble de Kobani i va dir que "la República Islàmica de l'Iran aviat enviarà ajuda humanitària als residents i refugiats en aquesta zona a través del govern sirià".[68] El Ministeri d'Afers Exteriors també va criticar la "passivitat de la comunitat internacional" respecte la ciutat fronterera siriana assetjada de Kobani i va dir que el món havia de ajudar el president Baixar al-Àssad a "enfrontar-se als terroristes". Els comentaris de la portaveu del Ministeri d'Afers Exteriors Afkham es van produir poc després que el president turc Recep Tayyip Erdoğan afirmara que Kobani estava a punt de rendir-se als jihadistes de l'EI.[69][70]

El president iranià Hassan Rouhani va afirmar que el seu país estava disposat a mantenir converses amb els Estats Units i Aràbia Saudita respecte com resoldre la guerra civil siriana, ja que aquestes negociacions podien assegurar la pau i la democràcia en conflicte. "L'Iran seurà a qualsevol taula amb països de la regió i les potències mundials si el resultat és un futur més segur, estable i democràtic per a Síria", va dir Rouhani en una roda de premsa amb el president austríac Heinz Fischer, afegint que això és part del compromís de l'Iran amb les normes "internacionals, islàmiques i humanes".
El cap de l'Exèrcit de l'Iran de l'Estat Major General Hassan Firouzabadi va dir que l'atac de l'EI a Kobani era només un complot per proporcionar a la coalició liderada pels Estats Units una excusa per iniciar una escalada militar a Síria. "Hi ha premonició de conspiració per victimitzar els habitants de [la ciutat kurda de Síria de] Kobani amb la finalitat de crear un cap de pont per a la presència militar de la coalició [liderada pels Estats Units] a Síria". Firouzabadi va descriure l'EI com a mercenaris dels enemics de les nacions de la regió, i afirmà que tots els musulmans i les persones que busquen la pau a tot el món haurien de protestar per aquesta situació i mantenir-s'hi vigilants contra els moviments teatrals de l'anomenada coalició anti-EI. "Estem realment preocupats per aquesta matança i creiem que és un crim catastròfic en la història la humanitat", va afirmar.

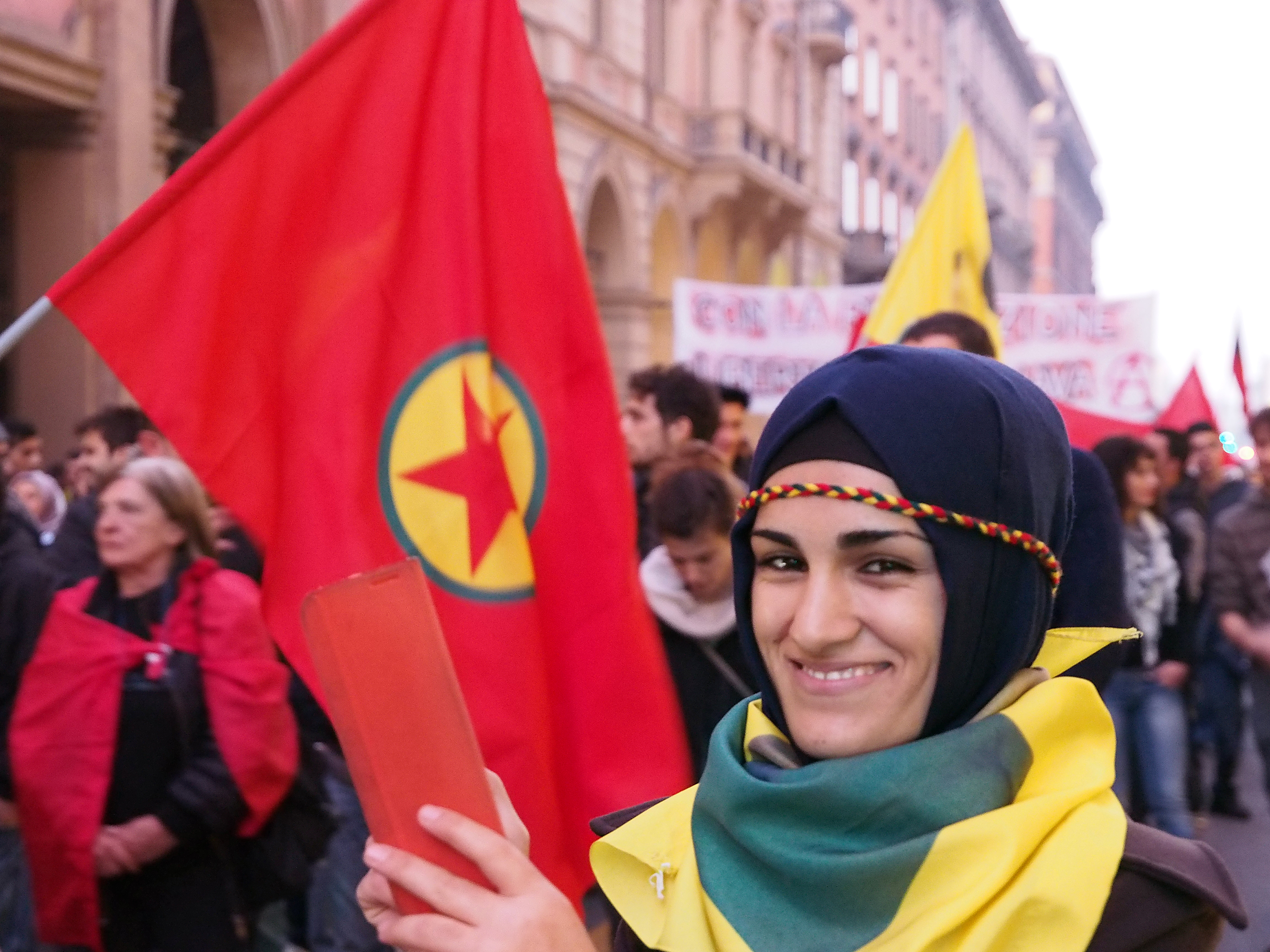
Manifestació a Bolonya (Itàlia) en suport a Kobani i el poble kurd front al setge d'EI, l'1 de novembre de 2014

Diverses protestes van esclatar en diverses ciutats kurdes del Kurdistan iranià, així com altres ciutats de tot el país incloent Tabriz, Mashad i la mateixa Teheran davant de l'Ambaixada de Turquia per expressar el seu suport a Kobani. Activistes pels drets humans i dissidents també van estar presents en algunes de les protestes. Els músics kurds iranians Shahram Nazeri i Sedigh Tarif van anar a vaga de fam per tal cridar l'atenció sobre la difícil situació dels kurds a Kobani. Un article d'opinió conservadora al lloc web de notícies iraniana "Khabar Online" va demanar al general de l'Estat Major Qasem Soleimani ajuda per a defensar Kobani. Com a comandant de la Força Quds, Soleimani va estar molt involucrat en l'assessorament a les forces i milícies iraquianes des que l'EI controlà extenses zones a l'oest de l'Iraq. Les fotos d'ell al costat de les forces kurdes iraquianes en diverses ciutats iraquianes eren comunes i l'Iran no amagava la seua presència allà. Així mateix, van aparèixer informes que Soleimani i l'Iran estaven involucrats en l'alliberament de la ciutat iraquiana d'Amerli i havien subministrat armes a les forces kurdes a l'Iraq per combatre l'EI. El Premi Nobel de la Pau Shirin Ebadi també va elogiar les dones de Kobani com a "veritable símbol de les dones valentes".
- Turquia - El president turc Recep Tayyip Erdoğan va instar la comunitat internacional a actuar per defensar la ciutat i evitar que caiguera davant de l'EI. Va posar èmfasi que "hi ha d'haver cooperació sobre el terreny", ja que atacs aeris per si sols no anaven a revertir la situació.[75] El primer ministre Ahmet Davutoglu va afirmar que "no és acceptable afirmar que la crisi ha tingut lloc només perquè Turquia no ha obert les seues fronteres". També va defensar el rebuig de Turquia a deixar que kurds entraren a Síria per lluitar a Kobani, afirmant que Turquia "no deixa que els ciutadans turcs entren a Síria, ja que no volem que siguin part del conflicte a Síria".[76] El primer ministre turc adjunt Bülent Arinç es va burlar dels defensors de la ciutat, dient que "no són capaços de suportar una baralla seriosa allà (...) És fàcil segrestar a la gent però no són capaços de lluitar a Ain al-Arab. Podria dir moltes coses més, però deixem-ho així per a no deixar-los en ridícul".[77] Iassín Aktay, vicepresident del partit governant AKP, va declarar en una entrevista que "allò que està passant a Kobani ara és una guerra entre dues organitzacions terroristes".[78][79] El president Erdogan, el 22 d'octubre de 2014, en relació als enviaments des de l'aire dels Estats Units a Kobani, va dir en una conferència a Ankara que "allò que es va fer en aquest tema ha resultat ser un error. Per què les coses van eixir malament? Perquè algunes de les armes que llançaren des dels C130s foren capturades per l'EI".[80]

- USA – Els Estats Units van dur a terme atacs aeris, però la proximitat de la frontera amb Turquia i combatents kurds ho convertien en una situació difícil. Un funcionari del Pentàgon va afirmar que moltes altres ciutats havien caigut a l'EI sense equips de televisió presents, i que la protesta als mitjans de comunicació sobre la situació a Kobani es devia a les retransmissions pels reporters propers.[81] No és clar per què les Forces Aèries americanes concentraren els atacs aeris en la destrucció de les refineries de petroli de Síria, en comptes de tractar de protegir els civils dels atacs d'EI. Per exemple, en la nit del 24 al 25 de setembre la Força Aèria dels EUA va realitzar 13 atacs contra objectius a Síria: 12 d'aquests atacs estaven dirigits cap a les refineries de petroli, i un atac fou contra un vehicle de l'EI[82] Les autoritats nord-americanes indicaren a CNN que els objectius dels Estats Units a Síria no era directament salvar la ciutat de Kobani, sinó la destrucció de les refineries de petroli i altres infraestructures de l'EI, que posaria fre a la capacitat del grup terrorista d'operar, particularment a l'Iraq.[83] Tot i això, cap a finals d'octubre de 2014, The Wall Street Journal va informar que les autoritats nord-americanes havien decidit que Kobani era "massa important simbòlicament per a perdre-la" i va intensificar els esforços per evitar que l'EI capturara la ciutat fronterera, incloent de forma encoberta la coordinació amb les forces locals kurdes, malgrat l'oposició de Turquia.[84]